# Eliëser (Prophet)
Eliëser, der Sohn Dodawas, war ein biblischer Prophet aus Marescha zur Zeit des Königs Joschafat, der im 2. Buch der Chronik erwähnt wird.
Dem biblischen Bericht zufolge schloss Joschafat, der König des Südreichs Juda, gegen Ende seiner Regierung ein Bündnis mit Ahasja, dem König des Nordreichs Israel. Ziel des Vertrags war der Bau von Schiffen und eine Flottenexpedition nach Tarschisch. Über Ahasja heißt es allerdings, dass er „gottlos war in seinem Tun“. Deswegen trat der Prophet Eliëser, der Sohn Dodawas, auf und weissagte gegen König Joschafat, dass der HERR das Werk zunichtemachen werde, weil es zusammen mit dem frevelhaften König des Nordreichs erfolge. Wie vom Propheten Eliëser angekündigt, zerschellten die Schiffe und die Expedition gelangte nicht an ihr Ziel (2 Chr 20,35–37 ).